# Programme d'accès communautaire
Le Programme d'Accès Communautaire (PAC, s’écrit aussi P@C)  est une initiative lancée en 1995 par Industrie Canada pour offrir aux Canadiens un accès public abordable à Internet, aux services gouvernementaux et aux compétences nécessaires pour utiliser ces outils efficacement. Aujourd’hui on compte plus de 3760 sites P@C dans tout le Canada. Ils sont tous gérés par les collectivités locales.

## Histoire

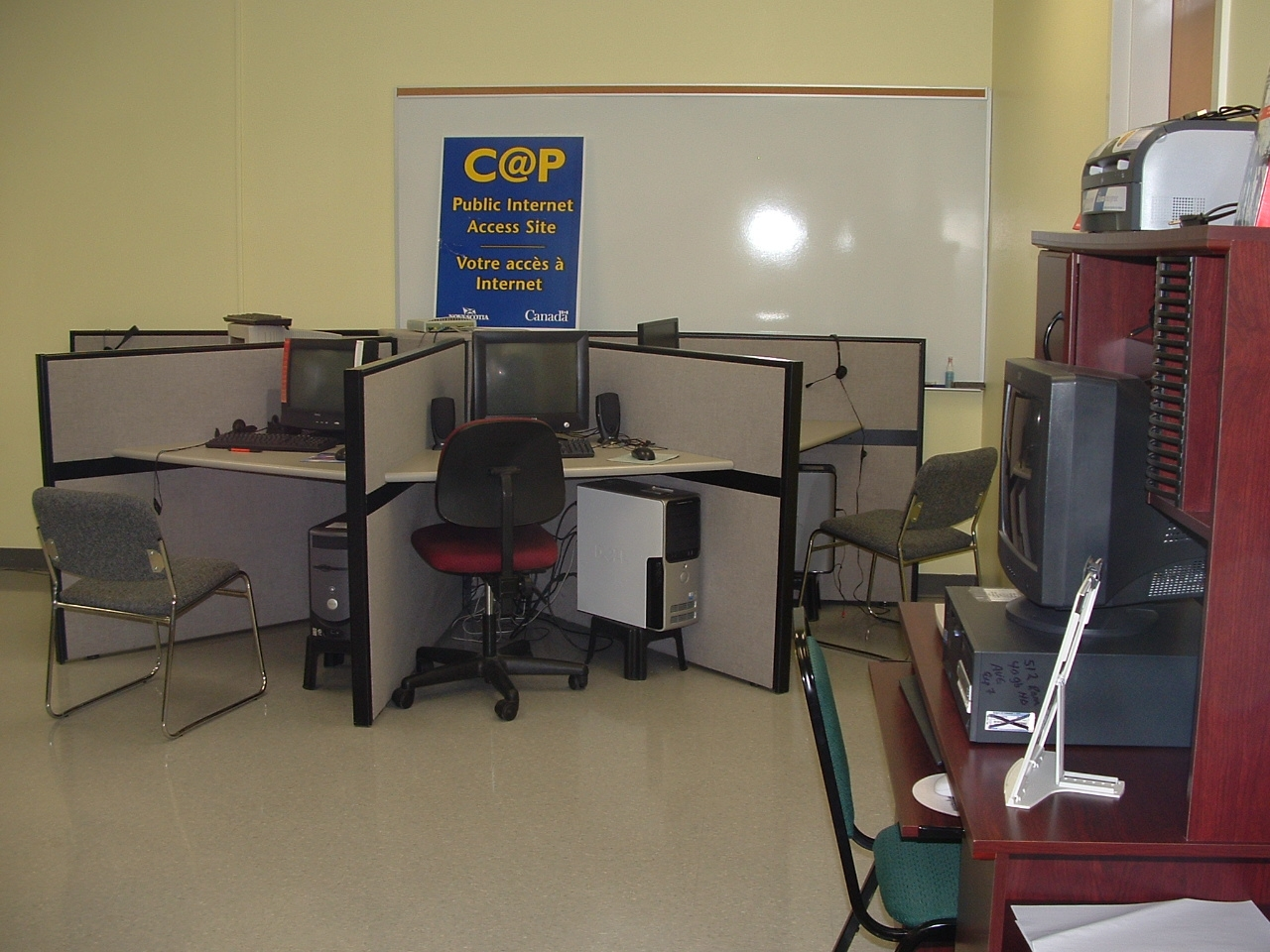
Site P@C La Picasse à Petit-de-Grat

Dès le lancement du Programme en 1995, les organismes communautaires se mobilisent et 4 000 sites d'accès public à Internet s’établissent un peu partout au Canada. On retrouve des sites du P@C dans des bibliothèques publiques, des établissements d'enseignement, des installations de loisirs, des hôpitaux, des bureaux du gouvernement, des organismes de services sociaux et des petites entreprises. 
Dans le cadre du budget de 1998, le Programme d’Accès Communautaire a été étendu aux collectivités urbaines. Avec une population de plus en plus apte à utiliser Internet, Industrie Canada modifie l'orientation stratégique du Programme pour viser en 2003 les personnes les plus touchées par le fossé numérique. Parmi celles-ci, on compte les aînés, les gens peu scolarisés, ayant un faible revenu ou vivant dans des régions éloignées, les francophones, les autochtones, les personnes handicapées et les nouveaux Canadiens.